# CFB Petawawa

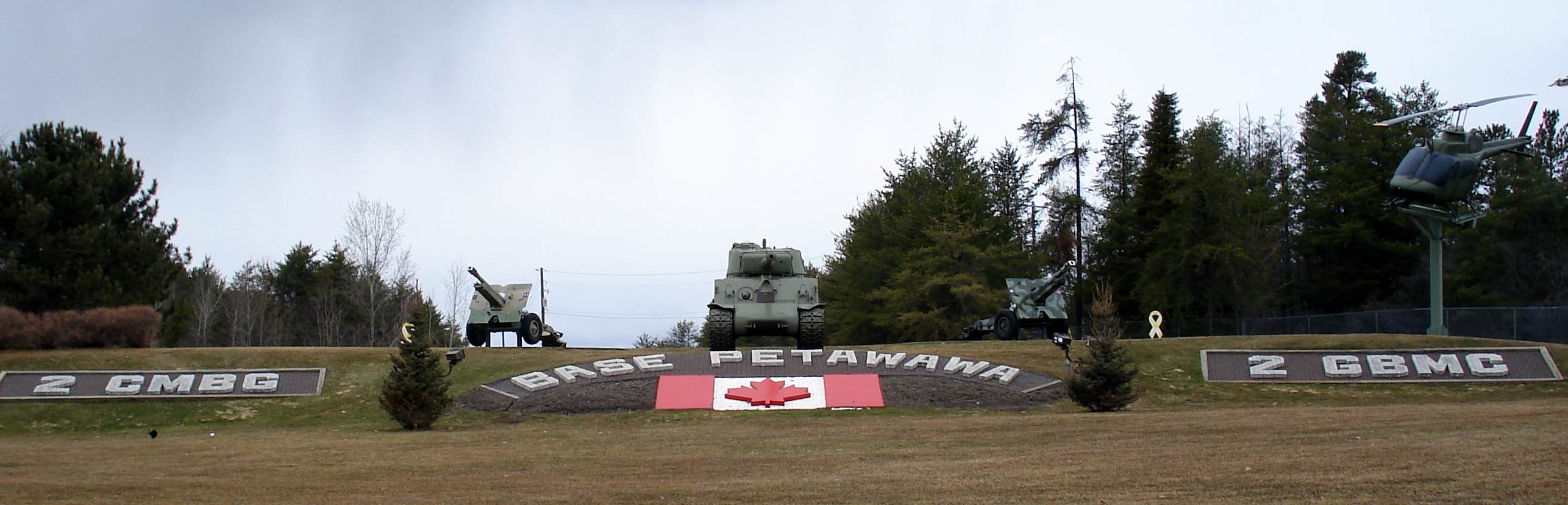
Hauptzufahrtsbereich CFB Petawawa

Canadian Forces Base Petawawa (auch: Garrison Petawawa oder CFB Petawawa, kurz: „Pet“) ist ein Militärstützpunkt der kanadischen Streitkräfte in der Nähe von Petawawa. Der Stützpunkt wird von der Armee betrieben.

## Geschichte
Der Stützpunkt wurde 1905 als das Petawawa Military Camp (kurz: Camp Petawawa) von der damaligen Vorgängerorganisation, Department of Militia and Defence (DMD), des heutigen Department of National Defence (DND) gebaut. Dazu kaufte das DMD insgesamt eine Grundfläche von 90,8 km² an Ackerfläche von den ansässigen Bauern. Der Stützpunkt erhielt seinen Namen vom Petawawa River, der in der Gegend verläuft. 
Während des Zweiten Weltkriegs haben sich auf dem Stützpunkt drei Trainingseinrichtungen befunden. Diese umfassten zwei Artillerie- und ein Ingenieurausbildungszentrum. Im September 1942 waren ca. 12.515 Soldaten auf dem Stützpunkt stationiert. 
Durch die Zusammenlegung der Teilstreitkräfte der Army, Air Force und Navy, wurde der Stützpunkt am 1. Februar 1968 in CFB Petawawa umbenannt. 
Die Special Service Force wurde am 24. April 1995 umstrukturiert zur 2 Canadian Mechanized Brigade Group.

## Einheiten
Auf dem Stützpunkt sind ungefähr: 
- 4815 Soldaten der Canadian Forces
- 830 Zivilangestellte des Department of National Defence (DND)
- Familienangehörige

angesiedelt.(Stand: März 2010)
Stationiert sind dort u. a.:
- 2nd Canadian Mechanized Brigade Group (HQ and Signals Squadron)
- 2nd Regiment, Royal Canadian Horse Artillery
- The Royal Canadian Dragoons
- 1st Air Defence Regiment
- Canadian Special Operations Regiment (CSOR)
- 1st Battalion, The Royal Canadian Regiment
- 3rd Battalion, The Royal Canadian Regiment
- 2nd Combat Engineer Regiment
- 427 Special Operations Aviation Squadron (427 SOAS)
- 450 Tactical Helicopter Squadron (450 THS)

Die Familienangehörige leben entweder auf dem Stützpunkt oder in den benachbarten Städten wie Deep River und Pembroke.
Der Stützpunkt verfügt über 465 Gebäude und eine Fläche von über 300 km², zusammen mit der Petawawa Training Area.

## Gegenwart
Auf dem Stützpunkt befindet sich das Hauptquartier der 2nd Canadian Mechanized Brigade Group Headquarters & Signal Squadron und ihrer untergeordneten Einheiten. Die Soldaten, die auf dem Stützpunkt stationiert sind, waren an einigen militärischen Aktionen beteiligt, wie in Afghanistan und Bosnien. 
Ab 2013 haben die Streitkräfte 15 neue Mannschafts- und Transporthubschrauber des Typs CH-147F Chinook erhalten. Diese werden in Petawawa durch die 450 Tactical Helicopter Squadron, welche dem 1 Wing in Kingston unterstellt ist, betrieben.